# 堀江星冴

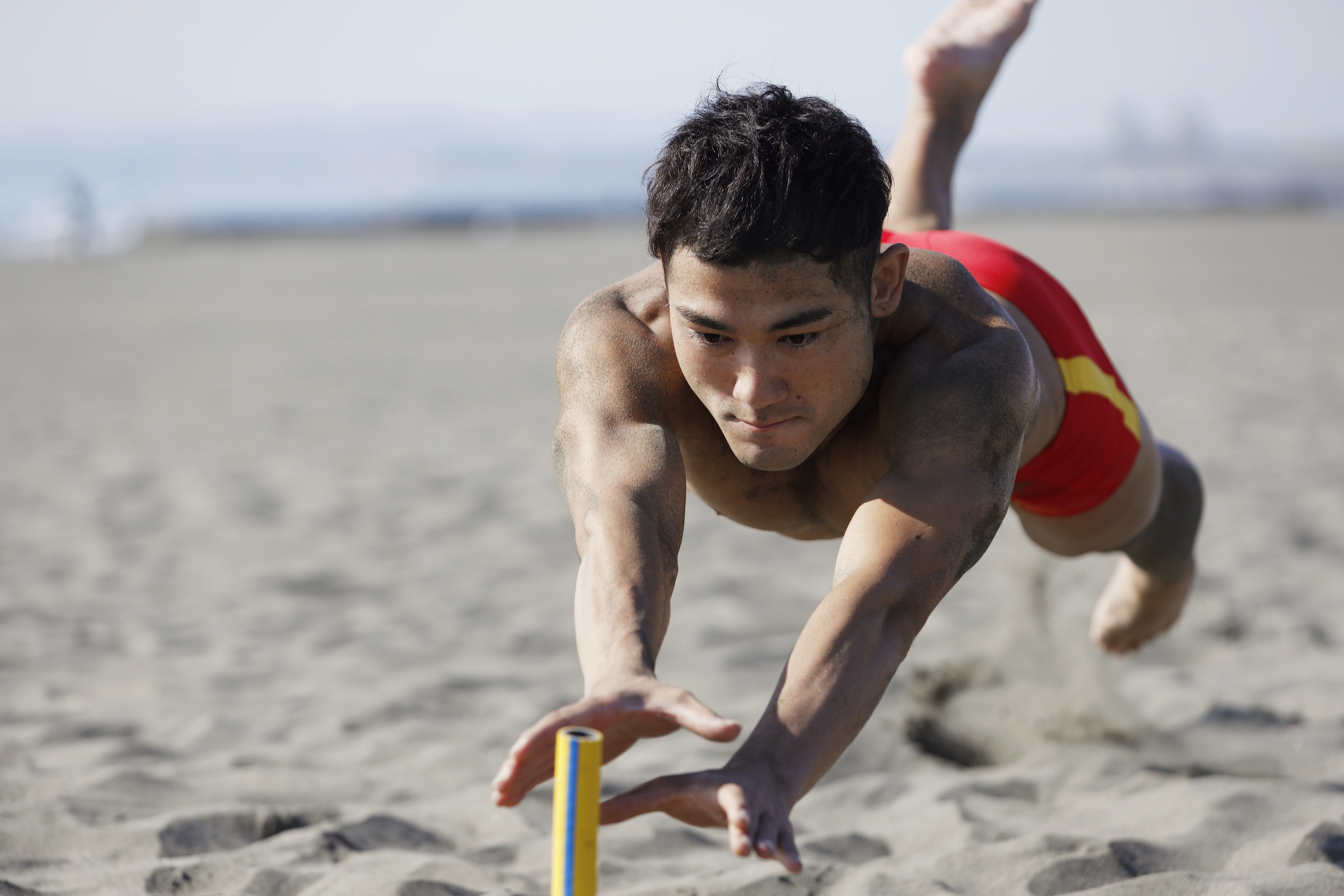

堀江星冴（ほりえ しょうご、1994年9月14日 - ）は、日本のビーチフラッグス選手。1試合約3秒で終結するビーチ・フラッグス競技において世界トップクラスの“瞬発力”を持ち、2024年8月〜9月に渡りオーストラリアゴールドコーストにて開催された「Lifesaving World Championships 2024（ライフセービング世界選手権大会2024）」にて、「ビーチフラッグス男子部門」で優勝を飾る。埼玉県出身。

## 来歴
埼玉県秩父市出身。身長170cm、体重72kg。兄弟は兄が1人いる。
好きな食べ物は、焼肉、ステーキ、鍋、ホワイトチョコ、ラーメン。苦手なものは、毛虫、幼虫、ナメクジ、カタツムリ、ダンゴムシ。おばけ、グロい系も苦手でホラーは絶対見ない。
東京都江東区立東陽小学校卒業。東京都江東区立深川第四中学校卒業。埼玉県立浦和東高校卒業。浦和東高校時代はサッカー部に所属。2013年国際武道大学入学。海の環境が抜群の千葉県勝浦市に位置する国際武道大学時代はライフセービング部に入部し、日本ライフセービング界のパイオニアである山本利春教授に師事し、ライフセービング競技に目覚める。当初は芽がでなかったものの、毎日ひたむきに練習し、白い砂浜が黒くえぐれて「堀江道」と周辺住民に呼ばれるほどの猛特訓を重ね、翌年からはビーチフラッグのインカレで卒業まで三連覇を重ねる。
ビーチフラッグスの日本代表入りしてからも、国際大会でメキメキと頭角を現し、ライフセービングの花形競技ビーチフラッグスで、世界と互角に渡り合える稀有な選手である。
ちなみに、ビーチフラッグスを始めたきっかけは、同期より速かったから、道具が必要ないから、距離が短いから。ライフセービング自体にはもともと熱い想いがあったそうだが、競技に関して言えば、まずはやってみようかと、とりあえず始めてみた感じからのスタートだったそう。

## 戦歴
●2014年

9月：全日本学生選手権 優勝

10月：全日本選手権 3位。房総カップ 優勝

●2015年
3月：式根島カップ 3位

5月：神奈川選手権 2位、ODAIBA BEACH SPORTS FESTIVAL 優勝

9月：INTERNATIONAL SURF RESCUE CHALLENGE 優勝。全日本学生選手権 優勝

12月：Legends of beachflags japan 優勝

●2016年

6月：全日本種目別選手権大会 2位

9月：白浜カップ 優勝

全日本学生選手権 優勝 (3連覇)

10月：全日本選手権 3位、房総カップ 優勝、Legends of beachflags japan 優勝
●2017年

5月：JAPAN BEACH GAMES FESTIVAL 優勝

10月：全日本選手権 3位

12月：INTERNATIONAL SURF RESCUE CHALLENGE 優勝、Legends of beachflags japan 優勝
●2018年

6月：SANYO CUP 2位

●2019年

2月：Legends of beachflags japan 優勝(4連覇)

6月：SANYO CUP 優勝

9月：INTERNATIONAL SURF RESCUE CHALLENGE 優勝(3連覇)

●2021年

2月：二子玉川に効果提供型パーソナルジム『THE REAL』をオープン。
コンセプトは、身体パフォーマンスの向上の為のボディアプローチを包括的に行うジムで、身体と心のコンディショニングに留意している。
●2023年

4月：THE AUSSIES2023全豪選手権 3位(日本人最高位)
●2024年

4月：2024 Aussies全豪サーフライフセービング選手権 ビーチフラッグス部門 優勝

9月：Lifesaving World Championships 2024（ライフセービング世界選手権大会2024）優勝